# Abbeville Publishing Group
Abbeville Publishing Group est une maison d'édition indépendante spécialisée dans les beaux-arts et les livres illustrés.
Basée à New York, Abbeville publie environ 40 titres par an et possède un catalogue de plus de 700 titres sur l'art, l'architecture, le design, les voyages, la photographie, le rôle parental et les livres pour enfants.
L'imprimeur principal d'Abbeville Press Group est Abbeville Press, qui imprime des livres d'art et des livres illustrés pour un lectorat international.